# 国家能源技术实验室

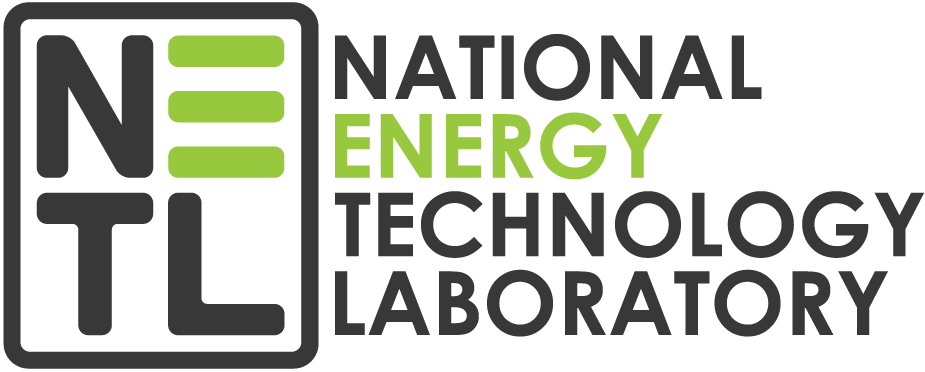

國家能源技術實驗室（英語：National Energy Technology Laboratory）縮寫為：NETL；屬於美國能源部的國家實驗室之一。主要是以研究科學、技術與能源為主，NETL全力支援美國能源部對於推動國家，經濟與能源安全的使命。
NETL開發的技術主要是以不影響自然環境的前提下，生產開採出可靠的礦物燃料。解決這些問題並生產出環保、乾淨的能源對於國家經濟的成長是極為重要的。NETL是美國唯一一所針對礦物燃料技術的國家實驗室。
NETL在俄勒岡州奧爾巴尼； 西弗吉尼亞州摩根敦； 和賓夕法尼亞州匹茲堡地點設有實驗室。這些地點總共有 117 座建築物和 242 英畝的土地。雇用了超過1400研究人員，其中包括聯邦僱員，和承包商。主要的承包商包括有Eagle Facility Management Systems、Performance Results Corp、Prologic、Research and Development Solutions, LLC及Technology and Management Services等。
NETL通過與私人組織和其他政府機構的安排，在美國和40多個國家資助和管理合同研究。 計算和基礎科學、能源系統動力學、地質和環境系統以及材料科學的現場應用研究加強了這項工作。

## 歷史

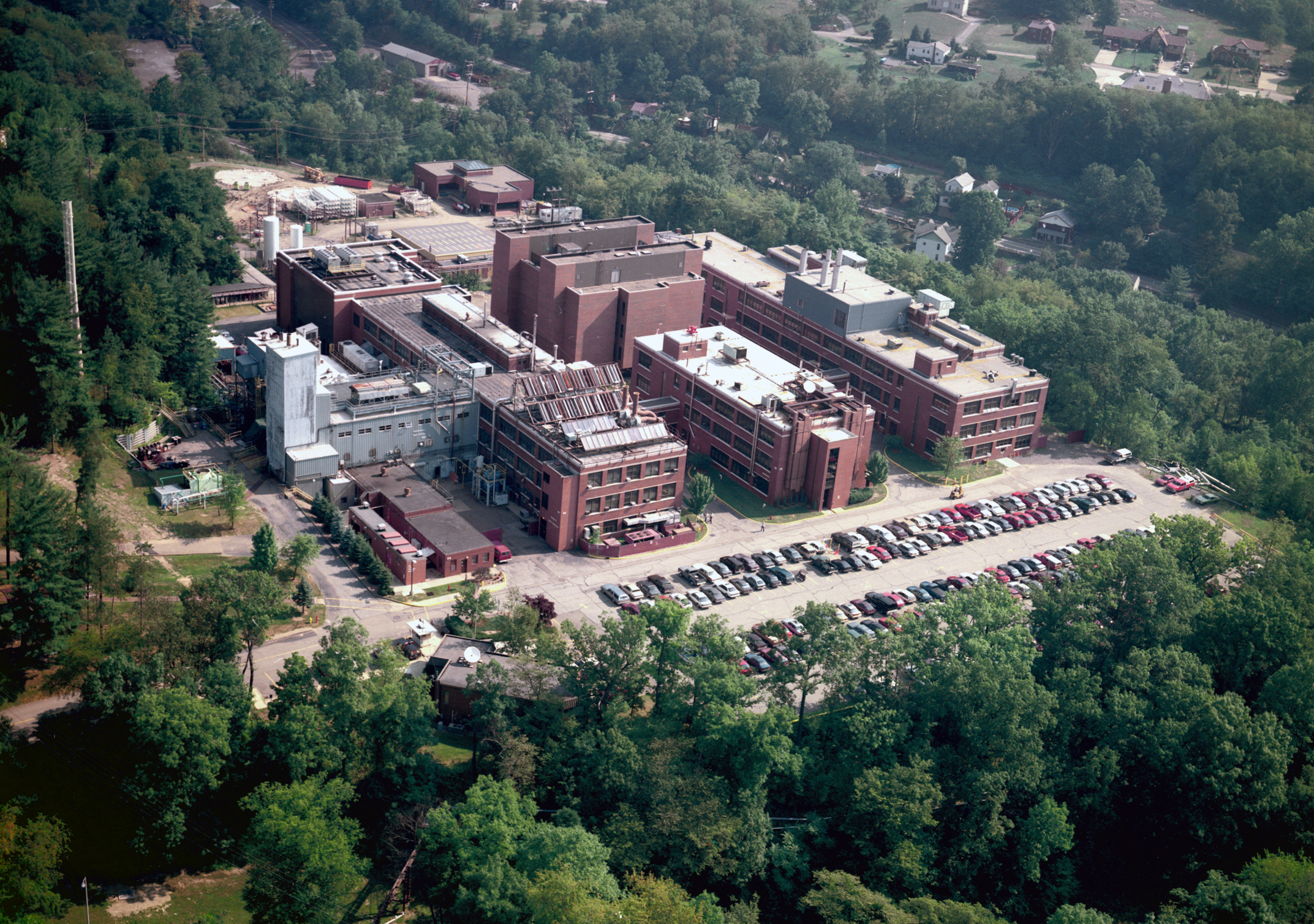
NETL布魯斯頓研究中心的匹茲堡實驗室

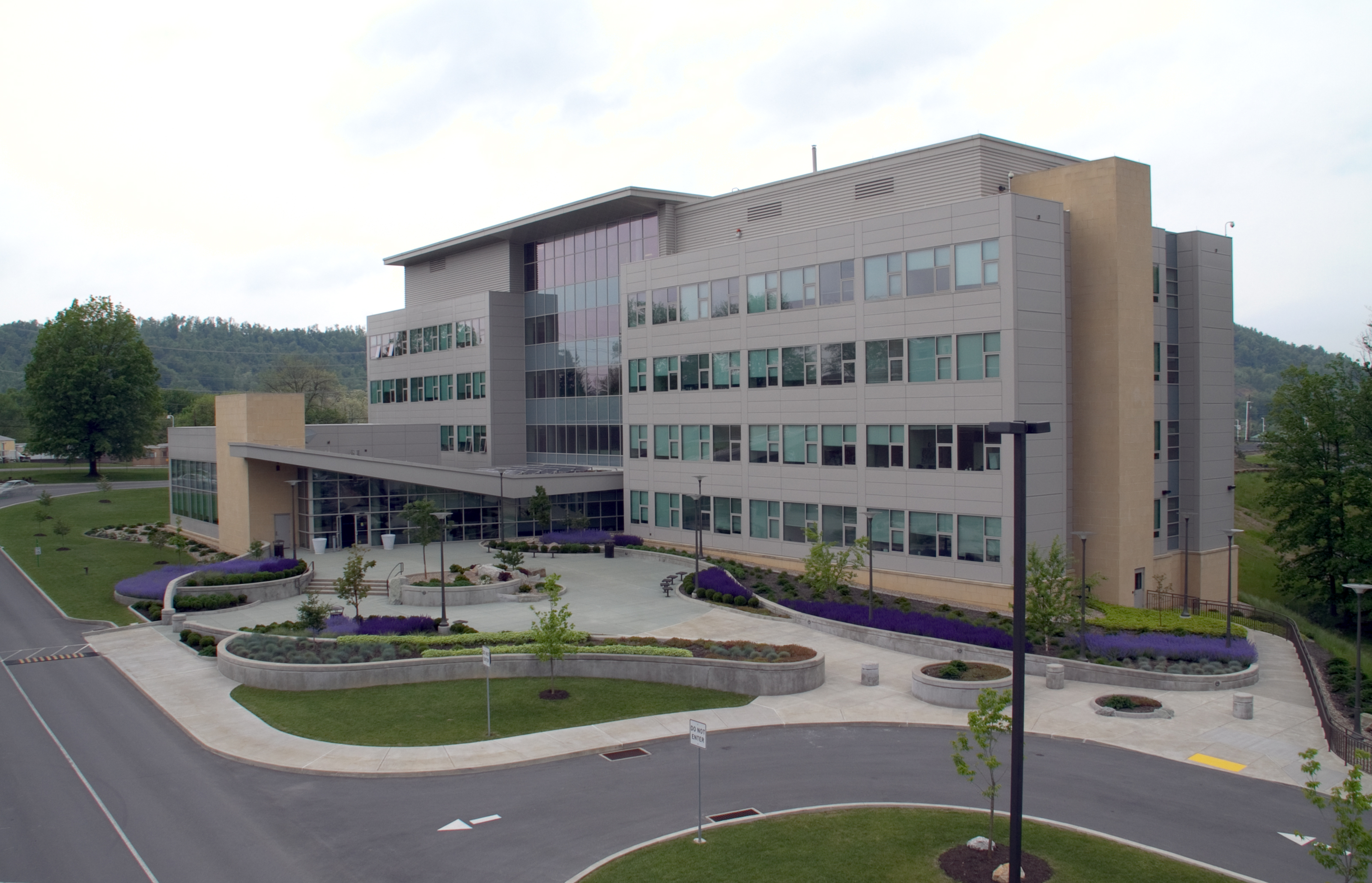
NETL摩根敦實驗室 39 號樓

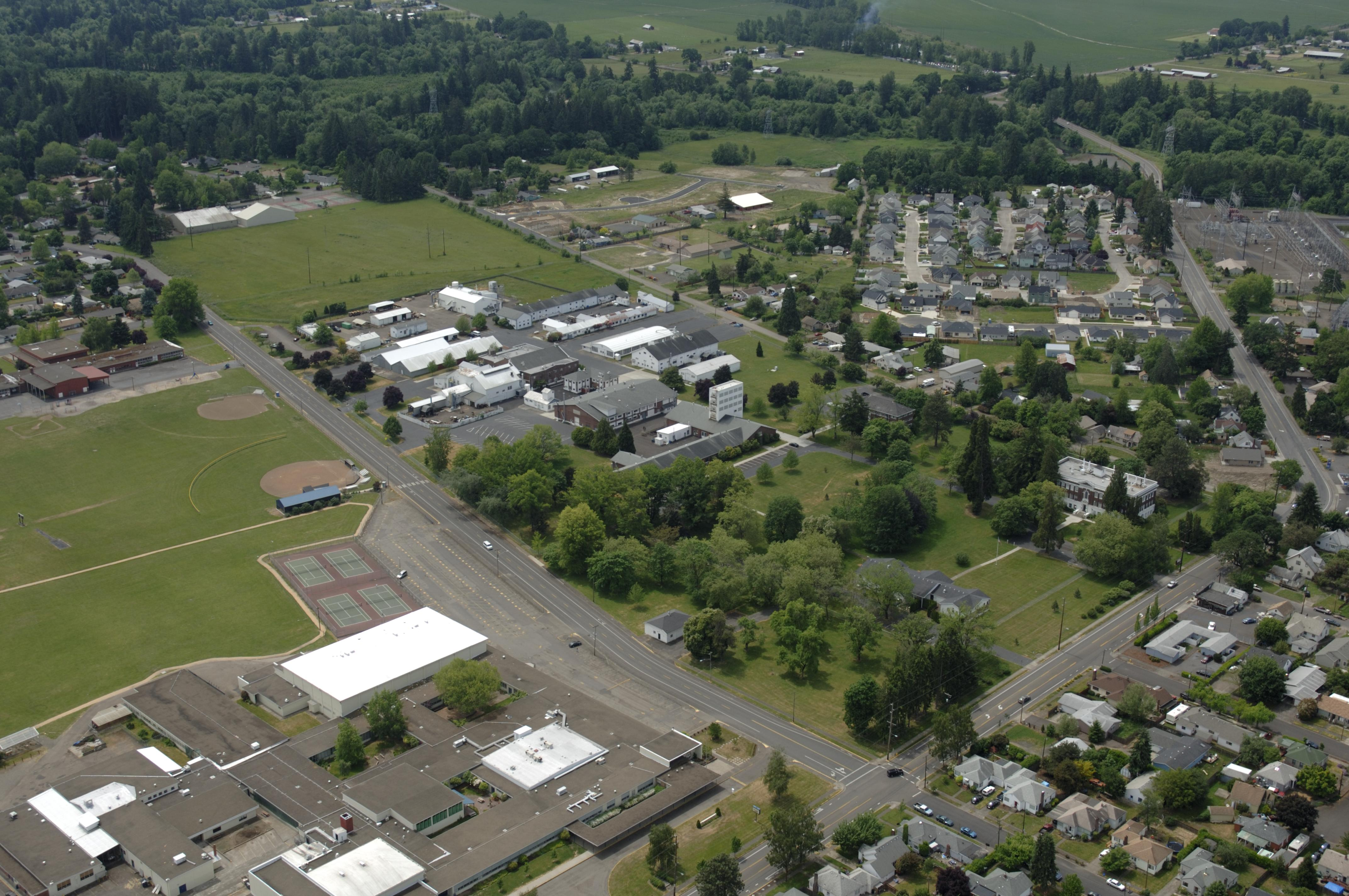
NETL奧爾巴尼實驗室

1910年隸屬於美國內政部的礦物局下令於賓州普雷斯頓成立匹茲堡實驗站。此實驗站的目標是要訓練煤礦工人並且研究如何開發更安全的採煤設備與同時也包括煤礦實驗。
1918年時美國內政部礦物局在奧克拉荷馬州的Bartlesville設立汽油能源實驗室。該實驗室的目標開出一套有系統石油鑽取的科學與工程技巧，並建立一套安全的標準方法。
匹茲堡實驗站於1920年代中期開始了煤製油轉化研究，不久之後幾個歐洲國家開始研究煤基合成燃料。 僅僅八年後，礦業局在俄克拉荷馬州的巴特爾斯維爾開設了石油實驗站，以追求將工程和科學方法系統地應用於石油鑽探，幫助石油行業製定運營和安全標準。 由於1944年的"合成液體燃料法案"，匹茲堡實驗站於1948年成為布魯斯頓研究中心。

## 外部連結
- http://www.netl.doe.gov（页面存档备份，存于）
- Study materials on the NETL